# Immer Hansi
Immer Hansi, de artiestennaam van Edwin Claassen (Helmond), is een Nederlands artiest met nummers in genres als schlager en après-ski. Hij gaat gekleed in een lederhose.

## Biografie
Claassen werkt als leraar op een basisschool in Mierlo en treedt sinds eind jaren 90 als dj op in kroegen en discotheken. Medio 2016 had hij een optreden in Gerlos waar hij een lederhose en een blouse vond die hij voor zijn optreden aantrok. Daar werden later onder meer een specifiek loopje en een accent aan toegevoegd. In 2018 publiceerde Claassen zijn eerste nummer onder de naam van Immer Hansi. Tapf naar tapf was als parodie op Stap voor stap van Kav Verhouzer en Sjaak geschreven. Het nummer werd onder meer opgepikt door radiozender SLAM!, waarna Talpa aanklopte over de auteursrechten van de melodie. Claassen ondertekende vervolgens een contract voor het afstaan van de helft van de royalty's van het nummer.
In 2020 gebruikte hij Savage Love van Jason Derulo en maakte daar het nummer Shotje (Tik Tok) van. Een jaar eerder deed hij hetzelfde met Reünie van Snelle, wat resulteerde in het nummer Reünie (après-ski). In 2023 stond hij met het nummer Het is weer carnaval (1-1-2) in de Carnaval Top 15 van NPO Sterren NL. Dat nummer was geschreven als parodie op het nummer Noodgeval van Goldband.
In mei 2023 schoot Claassen per ongeluk een van de danseressen neer met een confettikanon. Claassen gaf aan als onderdeel van zijn act er altijd expres onhandig mee om te gaan, maar dat het nu per ongeluk misging. De danseres hield er geen lichamelijke schade aan over en kon de act vervolgen.
Op 9 december 2024 bracht Claassen in samenwerking met Orgel Joke een kerstsingle uit onder de naam Kerstliedje (Jingle Bells).